# Gliese 1
Gliese 1 là một sao lùn đỏ trong chòm sao Ngọc Phu, được tìm thấy ở bán cầu nam. Đây là một trong những ngôi sao gần Mặt trời nhất, nằm ở khoảng cách 14,2 năm ánh sáng. Do sự gần gũi với Trái đất, nó là một đối tượng đang được nghiên cứu thường xuyên và được biết nhiều về các tính chất và thành phần vật lý của nó. Tuy nhiên, với cường độ rõ ràng khoảng 8,5, nó quá mờ để có thể nhìn thấy bằng mắt thường.

## Lịch sử
Chuyển động thích hợp cao của ngôi sao này lần đầu tiên được ghi lại bởi Benjamin Gould vào năm 1885. Vào thời điểm đó, ngôi sao được xác định là Cordoba ZC 23h 1584. Vì nó nằm rất gần với nguồn gốc của thiên văn xích kinh tọa độ trong năm 1950 kỷ nguyên, nó trở thành ngôi sao đầu tiên trong cả Danh mục Gliese của các ngôi sao gần đó và Danh mục nửa giây của sao Luyten.

## Tính chất
Việc phân loại sao của ngôi sao này đã được đánh giá từ M1.5V đến M4.0V theo nhiều nguồn khác nhau. Gliese 1 được ước tính có khối lượng 45-48%  khối lượng của Mặt trời và 46-48%  bán kính của Mặt trời.
Ngôi sao này bị nghi ngờ là một ngôi sao biến quang kiểu BY Draconis với ký hiệu sao biến tạm thời NSV 15017. Nó cũng bị nghi ngờ là một ngôi sao bùng cháy. Giống như các ngôi sao bùng cháy khác, nó phát ra tia X. Nhiệt độ của các lớp khí quyển của ngôi sao này đã được đo.
Ngôi sao này đã được kiểm tra cho một người bạn đồng hành trên quỹ đạo bằng cách sử dụng giao thoa ở phần hồng ngoại gần của phổ. Tuy nhiên, không có bạn đồng hành nào được tìm thấy ở giới hạn cường độ 10,5 tại 1 AU so với chính, đến giới hạn cường độ 12,5 tại 10 AU. Các phép đo vận tốc xuyên tâm cũng không thể tiết lộ sự hiện diện của một người bạn đồng hành quay quanh ngôi sao này. Tìm kiếm này loại trừ một hành tinh có một vài khối Trái đất quay quanh khu vực có thể ở được hoặc một hành tinh có khối lượng Sao Mộc quay quanh bán kính 1   AU hoặc ít hơn. Tốc độ hướng tâm cho thấy ít hoặc không có biến thiên, với độ chính xác đo nhỏ hơn 20   Cô.
Các thành phần vận tốc không gian của ngôi sao này là U = +77,2, V = -99,5 và W = -35,6   km / s. Nó đang quay quanh Ngân Hà với độ lệch tâm quỹ đạo là 0,45 và khoảng cách từ lõi thiên hà thay đổi từ 3,510 đến 9,150 Parsec. Để so sánh, Mặt trời hiện có 8.500 Parsec từ lõi. Những ngôi sao có vận tốc đặc biệt được gọi là những ngôi sao chạy trốn. Ngôi sao này có vận tốc đặc biệt cao 111,3   km / s, và vectơ vận tốc của ngôi sao này có thể liên kết nó với các hiệp hội sao Tucana hoặc AB Doradus.